# عطاالله خانبلوکی
عطاالله خانبلوکی (زادهٔ ۱۳۱۳ در اراک - درگذشتهٔ ۱۳۹۱ در تهران) نقاش و خوشنویس معاصر ایرانی بود.

## زندگی‌نامه
عطاالله خانبلوکی در اراک متولد شد. وی برای ادامه تحصیل به آلمان رفت و لیسانس زبان آلمانی خود را در آلمان گرفت. وی پس از آن مدرک افتخاری هنر در رشته نقاشی را نیز دریافت کرد. خانبلوکی به نقاشی با آبرنگ می‌پرداخت. وی همچنین به کشیدن تصاویر افراد نیز می‌پرداخت که از جملهٔ آن‌ها تصویر فریدون مشیری، سیمین دانشور و همایون خرم بود. در سال ۱۳۷۹، خانبلوکی موفق به کسب مدرک درجه یک هنری از شورای ارزشیابی هنرمندان شد. وی به مدت ۹ سال نمایشگاه‌های متعددی از آثار خود در گالری‌های مختلف تهران برگزار کرد. خانبلوکی به شکل‌گیری نهاد ارزشیابی هنرمندان کمک به سزایی نمود و از مؤسسان آن بود و خود نیز به دبیری این نهاد در معاونت هنری وزارت فرهنگ و ارشاد اسلامی مشغول بود. وی سرانجام در ۲۲ مهرماه ۱۳۹۱ درگذشت.